# Reid McNeill
Reid McNeill (* 29. April 1992 in London, Ontario) ist ein kanadischer Eishockeyspieler, der seit Februar 2022 bei den Löwen Frankfurt aus der Deutschen Eishockey Liga (DEL) unter Vertrag steht und dort auf der Position des Verteidigers spielt. Zuvor war McNeill bereits für die Fischtown Pinguins Bremerhaven in der DEL aktiv und absolvierte darüber hinaus 335 Partien in der American Hockey League (AHL).

## Karriere

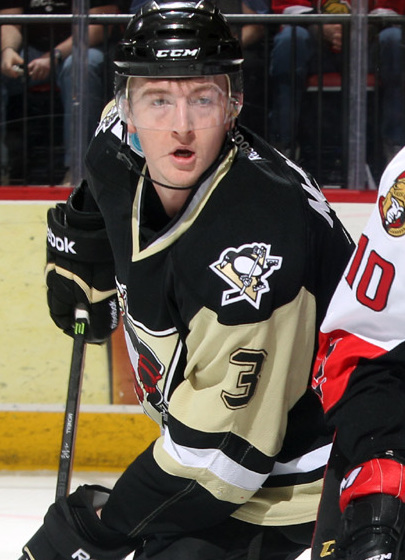
McNeill im Trikot der Wilkes-Barre/Scranton Penguins (2014)

Reid spielte in seiner Jugend in der Southern Ontario Junior Hockey League (SOJHL) für die Lambeth Lancers und 2009 in der Greater Ontario Junior Hockey League (GOJHL) für die London Nationals, ehe er zu den London Knights aus der Ontario Hockey League (OHL) wechselte. Dort verbrachte er zwei Spielzeiten. Am Ende der Saison 2010/11 wurde er von den Pittsburgh Penguins aus der National Hockey League (NHL) im NHL Entry Draft 2010 in der sechsten Runde an 170. Stelle gezogen. Anschließend wechselte der Verteidiger innerhalb der OHL zu den Barrie Colts.
Die Saison 2012/13 war die erste Saison McNeills für die Organisation der Pittsburgh Penguins, die er zum Teil in der American Hockey League (AHL) bei den Wilkes-Barre/Scranton Penguins verbrachte, aber größtenteils für die Wheeling Nailers in der ECHL spielte. Nach der Saison konnte er sich im Team des AHL-Franchises etablieren. Zwischen den Jahren 2012 und 2016 absolvierte er 190 AHL-Spiele in der regulären Saison für die Penguins und erzielte dabei 25 Scorerpunkte.
Im November 2016 wurde McNeill von den Pittsburgh Penguins gegen Danny Kristo getauscht und spielte für eine Saison bei den Chicago Wolves, dem Farmteam der St. Louis Blues, für die er in 47 Spielen zwei Tore und sechs Vorlagen erzielte. Am Ende der Saison wechselte er zu den Syracuse Crunch, die ebenfalls in der AHL spielten und absolvierte auch dort eine Saison.
Nach seiner Zeit in Nordamerika wechselte Reid 2018 nach Europa in die Erste Bank Eishockey Liga (EBEL) zum österreichischen Klub Dornbirner EC, für den er in der Saison 2018/19 elf Punkte in 46 Spielen sammelte. Nach der Saison verschlug es McNeill wieder zu den Penguins für einen Try-Out-Vertrag in der AHL, der allerdings nach vier Tagen und einem einzigen Spiel endete. Kurz darauf gaben die Herning Blue Fox aus Dänemark bekannt, dass McNeill für den Klub aus der Metal Ligaen spielen würde. Am Ende der Saison 2019/20 verlängerte der Klub seinen Vertrag um ein weiteres Jahr. Im Mai 2021 verpflichteten die Fischtown Pinguins Bremerhaven aus der Deutschen Eishockey Liga (DEL) McNeill für die Saison 2021/22. Jedoch wurde er bereits Anfang Februar 2022 von den Löwen Frankfurt aus der DEL2 unter Vertrag genommen und gewann mit Löwen am Saisonende die DEL2-Meisterschaft, die – nach dem Erfüllen sämtlicher Auflagen – verbunden mit dem Aufstieg in die deutsche Eliteklasse war.

## Erfolge und Auszeichnungen
- 2022 Meister der DEL2 und Aufstieg in die DEL mit den Löwen Frankfurt

## Karrierestatistik
Stand: Ende der Saison 2024/25
(Legende zur Spielerstatistik: Sp oder GP = absolvierte Spiele; T oder G = erzielte Tore; V oder A = erzielte Assists; Pkt oder Pts = erzielte Scorerpunkte; SM oder PIM = erhaltene Strafminuten; +/− = Plus/Minus-Bilanz; PP = erzielte Überzahltore; SH = erzielte Unterzahltore; GW = erzielte Siegtore; 1 Play-downs/Relegation; Kursiv: Statistik nicht vollständig)